# Salón de la Fama del Rock and Roll
El Salón de la Fama del Rock and Roll (Rock and Roll Hall of Fame) es un museo situado en Cleveland (Ohio, Estados Unidos) dedicado al recuerdo y memoria de los artistas más famosos e influyentes en la industria musical a través del género de la música rock.
El edificio fue diseñado en 1995 por el arquitecto chino Ieoh Ming Pei.

## Historia

### Fundación
La Fundación Rock and Roll Hall of Fame fue creada el 20 de abril de 1983 por el empresario discográfico estadounidense Ahmet Ertegun. Contó con la colaboración de los abogados Suzan Evans y Allen Grubman, el editor de la revista Rolling Stone, Jann S. Wenner y los empresarios de la industria musical Seymour Stein, Bob Krasnow y Noreen Woods. Se barajaron diferentes ubicaciones para establecer la sede del proyecto y el museo; Memphis, Cleveland, Detroit, Cincinnati y Nueva York. Finalmente fue elegida la ciudad de Cleveland, en parte debido a que fue en esta ciudad donde el disc-jockey Alan Freed acuñó el término rock and roll a principios de los años 50, y gracias también a la gran movilización de la población y las autoridades locales. La fundación comenzó a incluir los primeros artistas en 1986.
El diseño de la sede de la fundación, que albergaría el museo del Salón de la Fama, fue encargado al arquitecto estadounidense de origen chino Ieoh Ming Pei, quién proyectó un edificio de 14 000 m² coronado por una pirámide de cristal de 49 metros de altura. Fue inaugurado el 1 de septiembre de 1995 en una ceremonia que contó con la presencia de Yoko Ono y Little Richard. Al día siguiente se ofreció un concierto en el que actuaron Chuck Berry, Bob Dylan, Al Green, Jerry Lee Lewis, Aretha Franklin, Bruce Springsteen, Iggy Pop, John Fogerty y John Mellencamp, entre otros.

### Museo

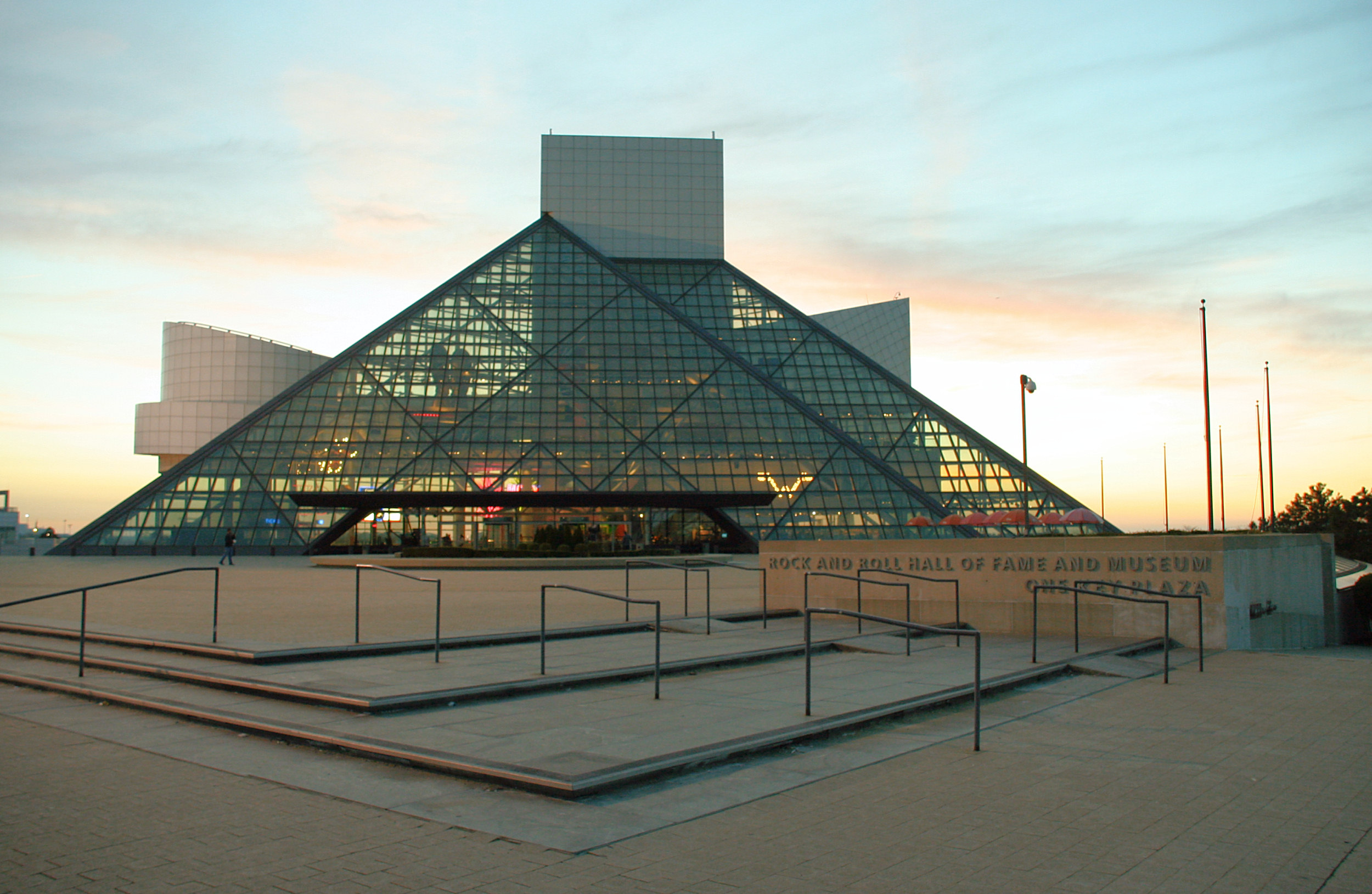
Fachada del Salón de la Fama del Rock and Roll.

Desde que abrió sus puertas en 1995, por el museo del Salón de la Fama del Rock and Roll, han pasado más de diez millones de visitantes, creando un impacto económico en la ciudad estimado en dos billones de dólares. El edificio cuenta con siete plantas, en la planta baja se encuentra la sala de exposiciones Ahmet Ertegun, la galería principal del museo, dedicada a las raíces de rock and roll; góspel, blues, rhythm & blues, folk, country y bluegrass. En esta planta se exhiben también exposiciones sobre la música de los años 50, la música Soul, Sun Records, Atlantic Records, los disc-jockey de radio o artistas como The Beatles, The Rolling Stones o Jimi Hendrix. Este nivel se completa con dos teatros donde se proyectan documentales sobre los orígenes del rock and roll.
La primera planta cuenta con un espacio para actuaciones y eventos, junto con una sección llamada «Right Here, Right Now» dedicada a artistas contemporáneos. En la segunda planta se encuentra un espacio interactivo donde el visitante puede escuchar una gran colección de canciones. También se dedica en esta planta un espacio a la evolución de las técnicas de grabación y reproducción, destacando las figuras de Les Paul, una de las más importantes figuras en el desarrollo de instrumentos musicales eléctricos y técnicas de grabación, y de los locutores de radio Alan Freed y Sam Phillips. El tercer nivel está dedicado a los artistas que han sido incluidos en el Salón de la Fama. Las plantas superiores se dedican a exposiciones temporales. A lo largo de los años se han realizado de forma temporal exhibiciones temáticas como la muestra "mujeres en el Rock" o la historia del hip-hop o sobre artistas como Elvis Presley, The Supremes, The Who, U2, John Lennon, The Clash, Bruce Springsteen o The Rolling Stones.

### Biblioteca y archivos
La biblioteca y archivos del Salón de la Fama se ubican en un nuevo edificio cercano al museo, junto al Cuyahoga Community College, inaugurado en enero de 2012. Cuenta con la mayor colección de material relacionado con el rock and roll, que incluye más de 3500 libros, 1.400 grabaciones de audio y 270 vídeos.
El objetivo de la biblioteca y archivos es conservar y proporcionar acceso a estos materiales para educadores, académicos, historiadores, periodistas y público en general. La Biblioteca y Archivos opera en dos niveles: el público en general puede acceder a la biblioteca y leer los libros y revistas, escuchar música y otras grabaciones y ver vídeos y películas. Los profesionales, como historiadores y periodistas, pueden, previa cita, consultar el material original bajo la supervisión del personal del archivo. La biblioteca se compone de libros (incluyendo historias, biografías, estudios académicos y antologías de ensayos), tesis académicas, y fuentes de referencia (tales como diccionarios, enciclopedias, bibliografías, discografías, y directorios). También incluye revistas populares, revistas especializadas y publicaciones comerciales; grabaciones de audio y vídeo comercial y, bases de datos y de investigación. Las colecciones también contienen importantes elementos individuales, como cartas personales escritas por Aretha Franklin y Madonna; letras de canciones escritas a mano por Jimi Hendrix y LL Cool J, documentación de periodistas musicales como Sue Cassidy Clark y grabaciones de conciertos raros de CBGB en la década de 1970.

## Inclusiones

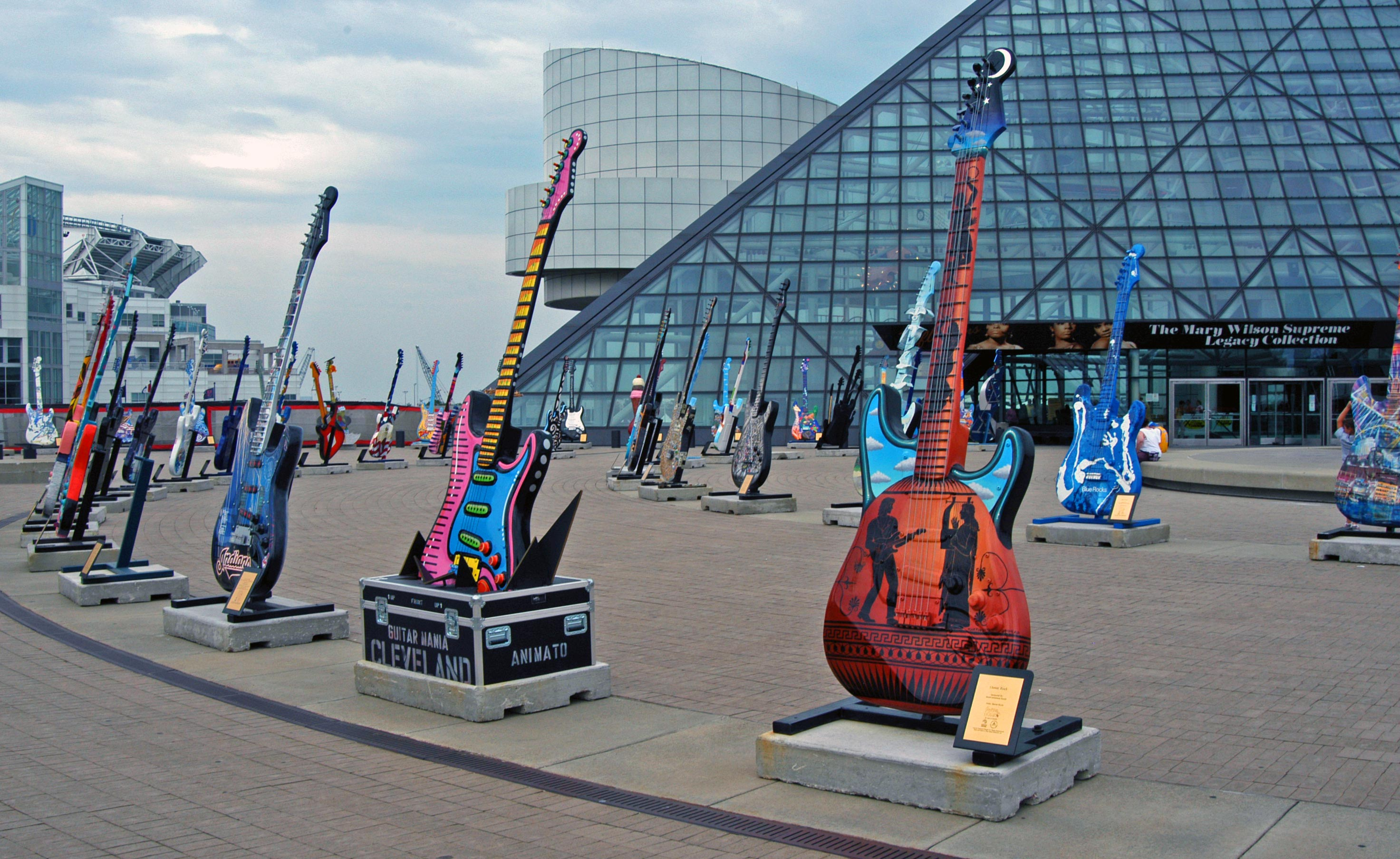
Esculturas con forma de guitarra frente al museo

Desde el mismo año de su creación, 1986, la Fundación Rock and Roll Hall of Fame no ha dejado de incluir nuevos miembros en el Salón de la Fama. Los primeros en ser incluidos fueron pioneros del rock and roll como Elvis Presley, James Brown, Ray Charles, Sam Cooke, Fats Domino, The Everly Brothers, Buddy Holly, Jerry Lee Lewis, Little Richard y Chuck Berry. La ceremonia formal de inclusión se ha celebrado en el Hotel Waldorf-Astoria de Nueva York todos los años excepto 1993 y 2013, cuando se llevó a cabo en Los Ángeles, y 1997, 2009, 2012, y 2015, cuando se llevó a cabo en Cleveland. En general, el número de nuevos miembros que se incluyen cada año varía de aproximadamente media docena a una docena. Prácticamente todos los nuevos miembros vivos han asistido a las ceremonias. La presentación del premio corre a cargo de un artista que haya sido influenciado por la música del nuevo miembro. Tanto el presentador y el nuevo miembro hablan en las ceremonias, que también incluyen numerosas actuaciones musicales, tanto por los nuevos miembros como por los presentadores.
Un comité de nominaciones compuesto por historiadores del rock and roll selecciona los nombres de los candidatos, que luego son votados por aproximadamente quinientos expertos de todo el mundo entre los que se incluyen académicos, periodistas, productores y expertos en la industria de la música. Los artistas se convierten en elegibles para la inclusión tras pasar 25 años desde el lanzamiento de su primer disco. Los criterios incluyen la influencia y la importancia de las contribuciones de los artistas al desarrollo y perpetuación del rock and roll.
Además de la lista oficial de artistas incluidos en el Salón de la Fama, existen una serie de categorías especiales que premian la labor de profesionales menos conocidos por el gran público. La categoría «Early Influences» (Influencias tempranas) incluye artistas de épocas anteriores, sobre todo de country, folk y blues, cuya música inspiró e influyó posteriormente en artistas de rock and roll. Esta lista incluye nombres como Bill Kenny & The Ink Spots, músicos de country como Jimmie Rodgers y Hank Williams, los músicos de blues, Howlin' Wolf y Muddy Waters, y los músicos de jazz Jelly Roll Morton y Louis Armstrong. Después de Nat King Cole y Billie Holiday en 2000, nadie fue incluido en esta categoría hasta 2009, cuando la cantante de rockabilly Wanda Jackson fue seleccionada. El premio Ahmet Ertegun se entrega a profesionales que trabajan principalmente detrás de las escenas en la industria musical, incluyendo los ejecutivos de la discográfica, compositores, productores discográficos, disc jockeys, promotores de conciertos y periodistas musicales. Esta categoría ha tenido al menos un nuevo miembro cada año excepto 2007 y 2009. El premio a la Excelencia musical, que se entrega desde 2000, rinde homenaje a los músicos de sesión.

### Artistas con más de tres canciones
- 7 Elvis Presley
- 7 The Beatles
- 7 Queen
- 6 The Rolling Stones
- 6 Kiss
- 5 The Beach Boys
- 5 Chuck Berry
- 5 Bob Dylan
- 5 Led Zeppelin
- 5 Bruce Springsteen
- 5 Stevie Wonder
- 4 David Bowie
- 4 James Brown
- 4 Ray Charles
- 4 The Drifters
- 4 Aretha Franklin
- 4 Jimi Hendrix
- 4 Robert Johnson
- 4 The Kinks
- 4 Bob Marley
- 4 Rush
- 4 Prince
- 4 AC/DC
- 4 Muddy Waters

## Concierto del 25.º aniversario
El Salón de la Fama del Rock and Roll celebró su vigesimoquinto aniversario con dos conciertos en el Madison Square Garden,  de Nueva York los días 29 y 30 de octubre de 2009. Estos conciertos incluyeron actuaciones de Jerry Lee Lewis, U2, Patti Smith, Bruce Springsteen & the E Street Band, Simon & Garfunkel, Dion DiMucci, Metallica, James Taylor, Bonnie Raitt, Fergie, Mick Jagger, Lou Reed, Ray Davies, Ozzy Osbourne, Paul Simon, Jeff Beck, Buddy Guy, Aretha Franklin, Stevie Wonder, Sting, Little Anthony & the Imperials y Crosby, Stills and Nash. La primera noche el concierto se prolongó seis horas con Bruce Springsteen & the E Street Band cerrando el espectáculo junto a John Fogerty, Darlene Love, Tom Morello, Sam Moore, Jackson Browne, Peter Wolf y Billy Joel.